# هيلدر رودريغوس
هيلدر رودريغوس (بالبرتغالية: Hélder Figueiredo Rodrigues‏) هو لاعب كرة قدم برتغالي في مركز الهجوم، ولد في 6 أكتوبر 1989 في Canas de Senhorim ‏ في البرتغال. لعب مع نادي فييرينسي.

## وصلات خارجية
- هيلدر رودريغوس على موقع قاعدة بيانات كرة القدم.إي يو (الإنجليزية)
- هيلدر رودريغوس على موقع Soccerway.com (الإنجليزية)